# Marina Gilardoni
Pour les articles homonymes, voir Gilardoni.
Marina Gilardoni, née le 4 mars 1987 à Eschenbach, est une skeletoneuse suisse.

## Carrière
18e des Jeux olympiques de 2014, Marina Gilardoni remporte une médaille de bronze en individuel dames aux Championnats d'Europe 2016 et une médaille d'argent en individuel dames aux Championnats d'Europe 2020.

## Palmarès

### Championnats du monde
- Altenberg 2020 :  médaille d'argent en individuel.

### Coupe du monde
Dernière mise à jour le 13 février 2021 
- 5 podiums individuels : 2 deuxièmes places et 3 troisièmes places.

### Championnats d'Europe
- Sigulda 2020 :  médaille d'argent en individuel.